# Ricardo Juarez
Ricardo Juarez (ur. 15 kwietnia 1980 w Houston) – amerykański bokser kategorii piórkowej, złoty medalista olimpijski. Na Letnich Igrzyskach Olimpijskich 2000 w Sydney zdobył wicemistrzostwo olimpijskie.